# Kątnik wiejski
Kątnik wiejski (Eratigena agrestis) – gatunek małego pająka z rodziny lejkowcowatych (Agelenidae). Zamieszkuje Eurazję i zachodnią Amerykę Północną.

## Taksonomia
Gatunek opisał w 1802 roku Charles Walckenaer i nazwał Aranea agrestis. W 1841 roku przeniósł go do rodzaju Tegenaria. W 1873 Ferdinand Karsch umieścił go w rodzaju Philoica, ale inni autorzy nie zaakceptowali tej zmiany i do 2013 roku gatunek znajdował się w rodzaju Tegenaria.

## Występowanie i środowisko
Występuje w Eurazji – od Europy Zachodniej po Azję Środkową, a także w zachodniej Ameryce Północnej (Kanada i USA), gdzie został introdukowany. Żyje w wielu środowiskach: spotykany na terenach trawiastych, często także znajdowany pod kamieniami, przebywa blisko torów kolejowych, na ugorach, w lasach i parkach, a także na murawach. W Europie zazwyczaj nie jest to pająk spotykany blisko domów, choć w Belgii stwierdzono jego obecność blisko domostw ludzkich. W Ameryce Północnej natomiast przebywa bliżej ludzi – często odwiedza stosy drewna i garaże, niekiedy wchodzi do domów. W Stanach Zjednoczonych wiele ugryzień przez pająki błędnie przypisywano kątnikowi wiejskiemu.

## Tryb życia i rozmnażanie
W Polsce aktywny od kwietnia do listopada.
Żywi się owadami złapanymi w sieci, często zwabionymi przez sztuczne światła.
Rozmnaża się raz w życiu. Kojarzenie się ma miejsce pod koniec lata i na początku jesieni. Samice zwykle przebywają w sieci, a samce poszukują partnerów. Po kopulacji samiec w krótkim czasie umiera, natomiast samica składa od jednego do czterech kokonów, które przymocowane są do skał, drewna lub innych miejsc. Niedługo potem samica umiera. Kokon zawiera do 100 lub więcej jaj. Zbudowany jest z pajęczyny zmieszanej z brudem (prawdopodobnie żeby uniemożliwić zniszczenie kokonu przez mrówki). Jaja wykluwają się od końca wiosny do początku lata następnego roku.

## Morfologia
| Płeć   | Długość ciała |
| ------ | ------------- |
| samica | 1,0 do 1,5 cm |
| samiec | 0,9 do 1,0 cm |

Mały pająk o szarobrązowej opistosomie (niepoprawnie nazywanej odwłokiem) z jodełkowanym, brązowawym wzorem i tej samej barwy kropkami i plamkami. Karapaks i nogi żółtobrązowe. Na karapaksie jasna, ciemna obrzeżona linia. Obie płcie ubarwione identycznie, ale samce nieco mniejsze.